# Campionati italiani di ciclismo su strada 2012
I Campionati italiani di ciclismo su strada 2012 (Settimana Tricolore 2012) si sono svolti in Valsugana, in Trentino, dal 15 al 24 giugno 2012.

## Le gare
Allievi Uomini e Donne
16 giugno, Caldonazzo – Cronometro – 10,13 km
Juniores Uomini
16 giugno, Caldonazzo – Cronometro – 22,7 km
19 giugno, Sant'Orsola Terme – In linea – 138,3 km
Juniores Donne
15 giugno, Caldonazzo – Cronometro – 13,2 km
20 giugno, Pergine Valsugana – In linea – 78,75 km
Under 23
26 giugno, Levico Terme – Cronometro – 22,8 km
22 giugno, Roncegno Terme – In linea – 169,4 km
Donne Elite
24 giugno, Levico Terme – Cronometro – 22,8 km
20 giugno, Pergine Valsugana – In linea – 121,29 km
Elite senza contratto
21 giugno, Castello Tesino – In linea – 164,27 km
Professionisti
24 giugno, Levico Terme – Cronometro – 37 km
23 giugno, Pergine Valsugana/Borgo Valsugana – In linea – 254,7 km
Paralimpici
15 giugno, Caldonazzo – Cronometro – 13,2 km
19 giugno, Caldonazzo – In linea – 73,9 km
Hand-bike
15 giugno, Caldonazzo – Cronometro – 13,2 km
19 giugno, Caldonazzo – In linea – 42,8 km
Amatori
24 giugno, Levico Terme – Cronometro – 16 km
17 giugno, Borgo Valsugana – In linea

## Risultati
| Eventi                 | Oro                 | Tempo                      | Argento              | Tempo   | Bronzo            | Tempo   |
| Professionisti         |                     |                            |                      |         |                   |         |
| Gara in linea dettagli | Franco Pellizotti   | 6h43'12" Media 37,790 km/h | Danilo Di Luca       | a 27"   | Moreno Moser      | s.t.    |
| Cronometro dettagli    | Dario Cataldo       | 45'49" Media 48,454 km/h   | Adriano Malori       | a 2"    | Marco Pinotti     | a 35"   |
| Elite S.C.             |                     |                            |                      |         |                   |         |
| Gara in linea dettagli | Matteo Di Serafino  | 4h01'10" Media 40,304 km/h | Vincenzo Ianniello   | s.t.    | Nicola Gaffurini  | s.t.    |
| Uomini Under-23        |                     |                            |                      |         |                   |         |
| Gara in linea dettagli | Francesco Bongiorno | 4h21'20" Media 38,893 km/h | Davide Formolo       | a 4"    | Kristian Sbaragli | a 40"   |
| Cronometro dettagli    | Massimo Coledan     | 29'43" Media 46,035 km/h   | Davide Martinelli    | a 4"    | Mirko Trosino     | a 8"    |
| Donne Elite            |                     |                            |                      |         |                   |         |
| Gara in linea dettagli | Giada Borgato       | 3h37'06" Media 33,441 km/h | Silvia Valsecchi     | a 1'04" | Marta Bastianelli | a 2'47" |
| Cronometro dettagli    | Tatiana Guderzo     | 32'10" Media 42,528 km/h   | Elisa Longo Borghini | a 1'01" | Noemi Cantele     | a 1'13" |
| Uomini Juniores        |                     |                            |                      |         |                   |         |
| Gara in linea dettagli | Umberto Orsini      | 3h29'26" Media 44,246 km/h | Andrea Borso         | a 9"    | Enrico Salvador   | a 22"   |
| Cronometro dettagli    | Nicola Da Dalt      | 29'50"82 Media 36,871 km/h | Riccardo Donato      | a 8"86  | Giacomo Peroni    | a 17"52 |
| Donne Juniores         |                     |                            |                      |         |                   |         |
| Gara in linea dettagli | Anna Stricker       | 2h20'32" Media 33,622 km/h | Ana Covrig           | s.t.    | Miriam Romei      | a 1'36" |
| Cronometro dettagli    | Stella Riverditi    | 19'23"50 Media 42,408 km/h | Ilaria Sanguineti    | a 14"60 | Simona Bortolotti | a 18"10 |
| Uomini Allievi         |                     |                            |                      |         |                   |         |
| Cronometro dettagli    | Filippo Ganna       | 13'36"79 Media 44,075 km/h | Davide Ostorero      | a 23"02 | Edoardo Affini    | a 29"28 |
| Donne Allievi          |                     |                            |                      |         |                   |         |
| Cronometro dettagli    | Silvia Persico      | 16'03"90 Media 37,347 km/h | Katia Ragusa         | a 14"70 | Giada Del Ghianda | a 24"60 |